# Tony Garnett
Tony Garnett (* 3. April 1936 in Birmingham; † 12. Januar 2020) war ein britischer Film- und Fernsehproduzent sowie Autor.

## Leben und Karriere
Tony Garnett wurde mit fünf Jahren Waise, als seine Mutter an den Folgen einer Abtreibung starb und sich sein Vater daraufhin selbst tötete. Er wuchs anschließend bei seinem Onkel auf. In den 1950er-Jahren studierte er in London, wo er bald darauf als Schauspieler in Theater- und Fernsehproduktionen zu arbeiten begann. Mitte der 1960er-Jahre wechselte er von der Schauspielerei hinter die Kamera und arbeitete unter anderem für den Fernsehkanal BBC. Schließlich arbeitete Garnett bis in die 2000er-Jahre als eigenständiger Produzent von zahlreichen Kinofilmen und Fernsehserien. Er spezialisierte sich vor allem auf das Produzieren von sozialkritischen Dramen, die wegen ihrer provokanten und politisierten Natur insbesondere in den 1960er- und 1970er-Jahren für öffentliche Kontroversen sorgten. Auf dokumentarische Weise wurde in Garnetts Produktionen das Leben der britischen Arbeiterklasse beleuchtet, sie entstanden in langjähriger Zusammenarbeit mit dem Regisseur Ken Loach und dem Autor Jim Allen. Das bekannteste Werk dieser Kollaboration ist wahrscheinlich der Filmklassiker Kes.
1980 gab Garnett sein Regiedebüt mit dem Drama Prostitute über eine ambitionierte Prostituierte in London. In den 1980er-Jahren zog er zeitweise in die USA, wo er sich kommerzielleren Stoffen wie der Science-Fiction-Komödie Zebo, der Dritte aus der Sternenmitte zuwandte, in denen er jedoch auch gesellschaftliche Themen wie Rassismus thematisierte. In den 1990er-Jahren kehrte er nach Großbritannien zurück, wo er 1991 die britische Fernsehproduktionsfirma World Productions mitgründete. Zuletzt arbeitete Garnett ausschließlich als Romanschriftsteller. Er starb im Januar 2020 im Alter von 83 Jahren nach kurzer Krankheit.

## Filmografie (Auswahl)
Als Produzent
- 1968: Der schöne Körper der Deborah (Il dolce corpo di Deborah)
- 1969: Kes (auch Drehbuch)
- 1979: Black Jack, der Galgenvogel (Black Jack)
- 1980: Prostitute (auch Regie)
- 1983: Handgun – Der Waffennarr (Handgun; auch Regie und Drehbuch)
- 1988: Zebo, der Dritte aus der Sternenmitte (Earth Girls Are Easy)
- 1989: Die Schattenmacher (Fat Man and Little Boy)
- 1992–1994: Between the Lines (Fernsehserie, 34 Folgen)
- 1996: Beautiful Thing
- 1996–1997: This Life (Fernsehserie, 32 Folgen)
- 1997: Hostile Waters – Ein U-Boot-Thriller (Hostile Waters; Fernsehfilm)
- 2007: Rough Diamond (Fernseh-Miniserie, 4 Folgen)

Als Schauspieler
- 1958: Incident at Echo Six (Fernsehfilm)
- 1962: The Boys
- 1963: Schmutzige Konkurrenz (The Rivals)